# T Express
T Express sont des montagnes russes en bois du parc Everland, situé à Yongin, près de Séoul, en Corée du Sud. Ce sont les montagnes russes en bois les plus inclinées au monde. En 2009, elles ont été élues meilleures montagnes russes en bois du monde par le Mitch Hawker's Internet Poll Classement 2009 des meilleures montagnes russes en bois du Mitch Hawker's Internet Poll.

## Construction

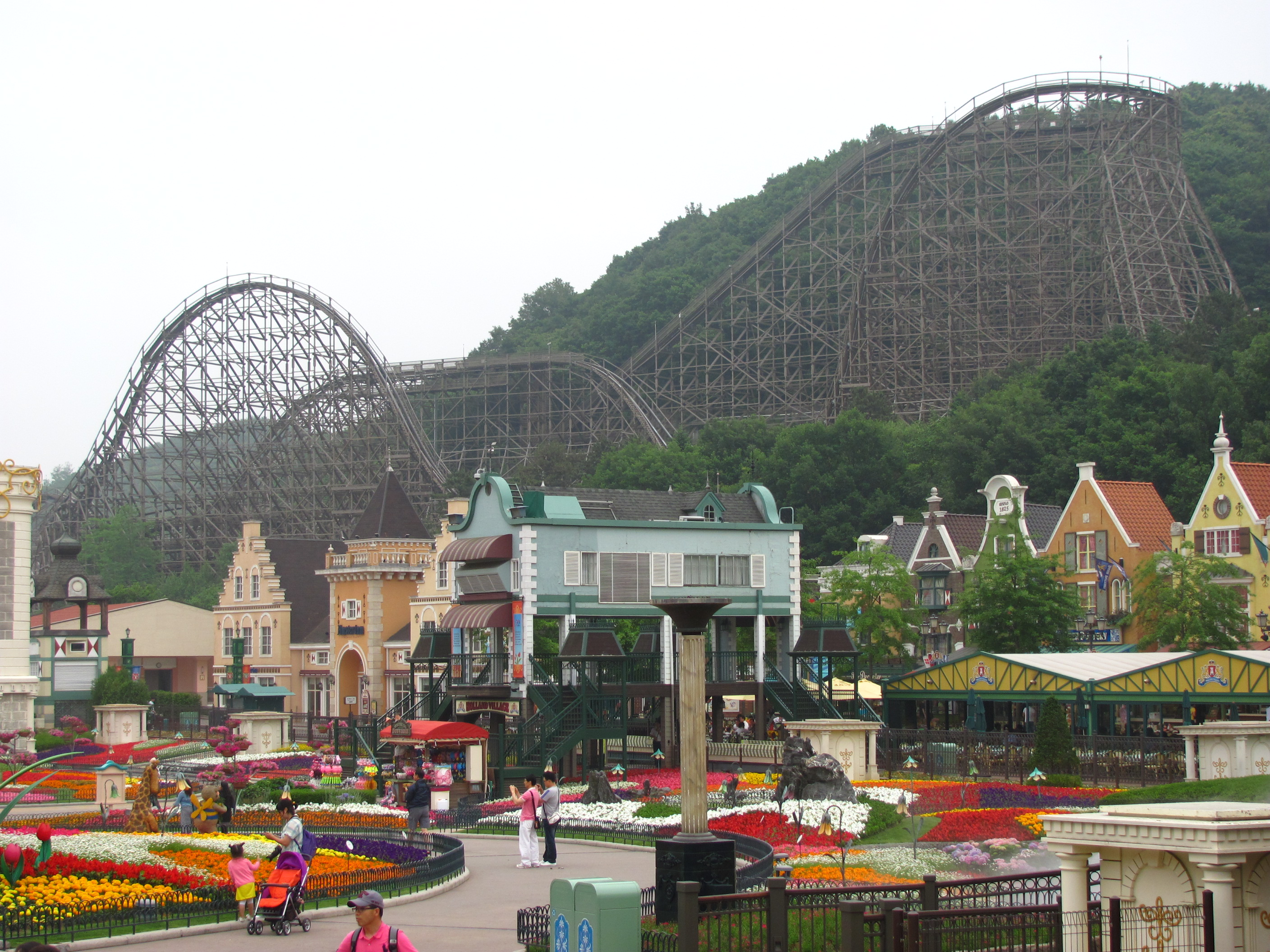
T Express.

Fabriqué par la société suisse Intamin, T Express utilise le système plug-and-play inventé par l'ingénieur Werner Stengel : il s'agit d'une attraction préfabriquée. Il s'agit de la première de ce modèle en Asie. Les rails ont été découpés à l'usine au laser puis amenés dans le parc, où on les a posés sur la structure de bois en les imbriquant comme des pièces de lego avec un système de fixation plus solide que le vissage à la main. Cette technique permet d'obtenir un découpage très précis, et un parcours beaucoup plus fluide que si les portions de rails avaient été montées au fur et à mesure de la construction de l'attraction, en même temps que l'édification de la structure. La construction des montagnes russes en bois est grandement accélérée par ce système appelé "Plug and Play", et son coût est réduit en raison d'un temps restreint de chantier sur le site du parc d'attractions.
Trois autres montagnes russes d'Intamin utilisent le système "Plug and Play" : Colossos à Heide-Park, en Allemagne, El Toro à Six Flags Great Adventure, aux États-Unis, et Balder à Liseberg, en Suède.

## Records
T Express sont les montagnes russes en bois les plus inclinées au monde, avec une première descente inclinée à 77 degrés. Ce sont aussi les montagnes russes en bois les plus hautes et les plus rapides d'Asie. Au niveau mondial, ce sont les 3e plus hautes, les 6e plus longues et les 10e plus rapides.

## Trains
T Express a 3 trains avec 6 wagons par train. Les passagers sont placés par deux sur trois rangées pour un total de 36 passagers par train.